# Utpressning
För andra betydelser, se Utpressning (olika betydelser).
Utpressning innebär att tvinga någon till handling eller underlåtenhet genom att hota med till exempel våld eller skandalisering.
Beskyddarverksamhet räknas som en form av utpressning. Utpressning skiljer sig från rån genom att hotet vid rån är om "trängande fara" och praktiskt taget inte lämnar offret något val.

## Sverige
Utpressning är ett brott upptaget i den svenska Brottsbalkens 9 kap 4 § och kan ge fängelse i högst två år.
Om brottet bedöms som ringa kan istället böter eller fängelse i högst sex månader utdömas.
Är brottet grovt döms för grov utpressning till fängelse i lägst ett år och sex månader och högst sex år. Antalet anmälda fall av utpressning har femfaldigats mellan år 1990 och 2010 och enligt BRÅ handlar det sannolikt om en faktisk ökning, inte bara en ökad benägenhet att anmäla. Restaurangbranschen, byggbranschen och småföretag är mest utsatta. Malmö är den stad i Sverige där detta brott är vanligast.
Domstolsförhandlingar i utpressningsmål hålls ofta bakom stängda dörrar.
Utpressning infördes som brott i dåvarande Strafflagen först år 1934, efter en riksdagsmotion till 1933 års riksdag av Vilhelm Lundstedt (s) som främst avsåg att upphäva förbudet mot homosexuella handlingar mellan vuxna. Bakgrunden var ett antal uppmärksammade fall av utpressning där offren tett sig dubbelt skyddslösa. Dels hade de gjort sig skyldiga till kriminell otukt mot naturen, som den gängse termen löd, dels var utpressning ännu laglig. Eftersom offret i allmänhet var äldre än utpressaren riskerade offret ofta betydligt strängare straff än utpressaren.
I 18 kap 10 § strafflagen bestraffades homosexuella samlag med straffarbete dock högst i två år enligt lydelse fram till 1934: Öfwar någon med annan person otukt som emot naturen är eller öfvar någon otukt med djur; warde dömd till straffarbete i högst två år.
Därtill riskerade offret efter rättegång och straff att förlora sitt anseende, sin samhällsställning och sin inkomst.
- Gränsen mellan utpressning och rån kan vara svår att fastställa vilket framgår av detta rättsfall, NJA 1997 s 507.[2]

- En person som tvingats följa med andra personer som gjorde sig skyldiga till utpressning, har dömts för medhjälp på grund av sin passivitet, vilket framgår av Svea hovrätts dom 1999-11-23 i mål B 4053-99.[6]

- Genom att bära MC Bandidos symboler på ryggen har en person dömts för försök till utpressning, eftersom symbolen ansågs i sig vara hot om brottslig gärning.[7]

Utpressning på internet kan innebära att obehöriga har låst ens dator och att man måste betala för att den ska låsas upp eller ett falskt mejl där det påstås att webbkameran blivit hackad och fångat bilder där användaren tar del av pornografiskt innehåll och om användaren inte betalar kommer dessa bilder publiceras. En undersökning 2021 visade att 5 procent av de svenska internetanvändarna utsatts på utpressning på internet under det senaste året.